# Schmalwasser (Sandberg)

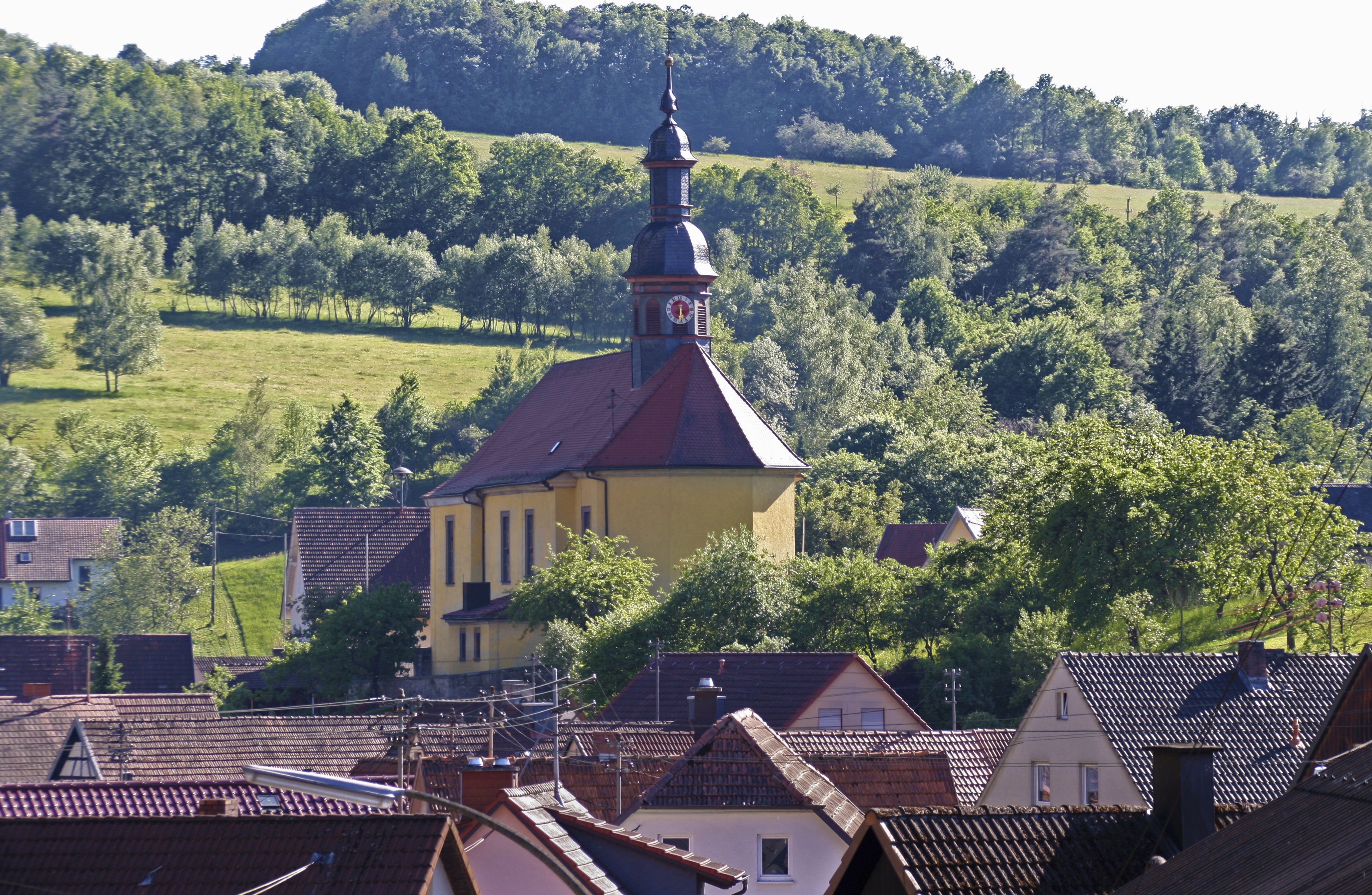
Katholische Kirche

Schmalwasser ist ein Gemeindeteil der Gemeinde Sandberg im unterfränkischen Landkreis Rhön-Grabfeld in Bayern.

## Geographische Lage
Das Kirchdorf liegt südöstlich von Sandberg.
Die durch den Ort verlaufende Staatsstraße 2288 führt westwärts nach Sandberg und mündet südöstlich in die Staatsstraße 2267. Von Schmalwasser aus führt die Kreisstraße NES 51 ostwärts nach Windshausen.

## Geschichte
Schmalwasser entstand nach einem Bericht des Stangenrother Bürgers Hans Pulff um das Jahr 1500 durch die Ansiedlung eines Hans Simon und eines Köhlers namens Martin. Es folgten weitere Ansiedlungen, wahrscheinlich durch Waldarbeiter, die sich in den Sommermonaten dort niederließen. Um 1538 befanden sich im Ort 10 bis 12 Häuser.
Als im Jahr 1537 der Würzburger Fürstbischof Konrad II. von Thüngen von der ungenehmigten Gründung von Schmalwasser erfuhr, drohten er und sein Nachfolger Melchior Zobel von Giebelstadt mit der Räumung des Ortes; dies konnte erst durch zahlreiche Bittschriften und Rechtsgutachten abgewendet werden.
Die Aufstellung des Pestheiligen St. Sebastian lässt vermuten, dass die Pest Todesopfer in Schmalwasser forderte. Durch seine abgelegene Lage blieb der Ort von schlimmeren Auswirkungen des Dreißigjährigen Krieges verschont.
In seelsorgerischer Hinsicht gehörte Schmalwasser zunächst zur Pfarrei Steinach (heute Ortsteil von Bad Bocklet). Am 5. Mai 1716 begann der Bau der Ortskirche Mariä Himmelfahrt, die der Würzburger Weihbischof Johann Bernhard Mayer am 26. Juli 1725 weihte. Nachdem der Ort wenig später der Pfarrei Burgwallbach zugeteilt worden war, bekam er im Jahr 1874 einen eigenen Kaplan.
Im Lauf der Jahrhunderte lebten die Einwohner des Ortes hauptsächlich von der Landwirtschaft und waren von Armut und Hunger betroffen. Einige fanden Arbeit in der Umgebung, so in Bad Kissingen, Bad Neustadt an der Saale, Schweinfurt, Ochsenfurt und Hessen. Im 20. Jahrhundert fanden Armut und Hungersnot ein Ende; der Zustand des Ortes verbesserte sich durch Erneuerung der Häuser und den Bau von Straßen, Wasserleitung und Kanalisation. Im Ortszentrum befindet sich die Obere Mühle am südöstlichen Ortsausgang die Untere Mühle.
Im Jahr 1947 wurde die Kirche erweitert. Seit 1970 gehört Schmalwasser zur Pfarrei Sandberg.
Am 1. Januar 1972 wurde Schmalwasser im Rahmen der Gemeindegebietsreform ein Ortsteil von Sandberg.

## Baudenkmäler
Siehe: Liste der Baudenkmäler in Schmalwasser

## Persönlichkeiten
- Walter Alt (1947–2010), deutscher Bankier